# Max se marie
Pour plus de détails, voir Fiche technique et Distribution.
Max se marie est un court métrage muet français réalisé par Lucien Nonguet et Max Linder, sorti en 1911.

## Fiche technique
- Titre : Max se marie
- Réalisation : Lucien Nonguet, Max Linder
- Scénario : Max Linder
- Pays d'origine : France
- Format : Noir et blanc - Film muet
- Genre : comédie
- Date de sortie : 1911

## Distribution
- Max Linder : Max
- Jacques Vandenne
- Charles de Rochefort
- Paulette Lorsy